# به صدای دریا گوش کن
به صدای دریا گوش کن یا یادداشتی از یک سرباز جنگ ژاپنی، صدای واتاتسومی (به ژاپنی: 日本戦歿学生の手記 きけ、わだつみの声) یک فیلم ژاپنی ضد جنگ محصول سال ۱۹۵۰ به کارگردانی هیدئو سکیگاوا است. این بر اساس کتاب پرفروش ۱۹۴۹ (یادداشت‌هایی از سربازان دانشجوی ژاپنی کشته شده: به صدای دریا گوش کنید)، مجموعه‌ای از نامه‌های سربازان دانشجوی ژاپنی کشته شده در جنگ جهانی دوم است. اولین فیلم ژاپنی پس از جنگ که دارای صحنه‌های نبرد بود، در بین تماشاگران سینمای داخلی نیز موفقیت بزرگی داشت.

## انتشار
این فیلم به صورت دیسک دی‌وی‌دی در سال ۲۰۰۵ در ژاپن و در سال ۲۰۰۹ درجمهوری چک منتشر شد.